# Trance
A trance elektronikus zenei műfaj, melyet Brian Wayne Transeau (1971–) talált fel 1997-ben, és róla is nevezték el. Az első trance szám a Flaming June volt Brian Transeau-tól. Szerteágazó, és állandóan változó műfaj, melynek számos ágazata van.

## Uplifting Trance
Főként "elszállós" dallamok és kiállások jellemzik. Sok dallam és hangszer található benne. A kiállások gyakran a legszebb, legsikeresebb szimfonikus szerzeményeket juttathatja eszünkbe, Nem csak vonós, fúvós, akusztikus (élő) szimfonikus hangzásvilágot használnak, hanem a legfülbemászóbb szintetikus már-már űrutazást idéző lágy hangszerelést.
Egyszerre hordozza magában elsöprő érzelmeket, és a ritmusos lüktetést. Tiszta hangzás, dallamos basszusok, kiváló minőség jellemzi. Kiemelkedő képviselői: Tiesto, Blank&Jones, Ferry Corsten, Ronski Speed, Armin van Buuren, Rex Mundi, Nuera, Simon O'Shine, Natlife, Paul van Dyk, Manuel Le Saux, Ferry Tayle, Ronny K., Ahmed Romel; Magyarországon a múltban ès napjainkban: Adam Szabó, Mickey Simon, Tebron, Octave, Sunny Lax, Myon & Shane54, Sterbinszky , Szeifert, Shelb

## Deep Trance
Mélyebb, érzelmesebb zene, a basszus vonal kevésbé hangsúlyos, inkább egyfajta lüktetés. A dallam világ hol nyugodt, hol fájdalommal teli hangokra, hatásokra épít.

## Hard- és Acid Trance
Ezeket az ágazatokat nem sok különbözteti meg a technótól. Kemény lábdobok, lüktető tempó, olykor a végletekig hajtott "savas" hangzás jellemzi.

## Club Trance
A műfaj leginkább mainstreamhez tartozó ágazata ez. A millennium lázában égő partyközönség még a 90-es évek legvégén kapott rá a Club Trance néven emlegetett alstílusra, mely dallam- és ritmusgazdagsága miatt rendkívül népszerűvé válhatott, elsősorban német nyelvterületeken és Közép-Európában. Eljutott továbbá Ázsiába is, viszont az afroamerikai hangzáshoz szokott amerikai fülnek mindig is idegen maradt, így nem tudott hatékonyan betörni a tengeren túli piacra.
A számok gyakran tartalmaznak hatásvadász dallamokat, fokozott kiállásokat, ropogós bassline-okat. Mégis a fiatalabb DJ korosztály nagy része ilyen zenét kezdett el játszani, ebből fejlődtek tovább saját hangzásuk felé. A dalok tempója 135-150 BPM.
A Club Trance stílus hazánkban is jól ismert külföldi képviselői például CJ Stone, Lasgo, Milk Inc., Sash!, Dj Quicksilver, Paffendorf, Pulsedriver, Master Blaster, Sylver, illetve a Groove Coverage, magyar előadók közül a legismertebbek: Myon & Shane 54.
A Club Trance 2005-ig élte fénykorát, a mainstream média ekkor az RNB, a rap, az emo és a death metal stílusú zenéket kezdte el ontani, egyre inkább kiszorítva a Club Trance hangzást a könnyűzenéből. Az évtized végéig a diszkókból is fokozatosan kiszorították, helyét 130 BPM-nél ritkán gyorsabb electro, illetve a progresszív house vette át.
A 2010-es évektől a műfaj reneszánszát éli, ezért több DJ a régi hangzást hozta vissza felújítva, így ki tudják szolgálni a Trance-re éhes közönséget (Pulsedriver, Rocco, Italobrothers, NeoTune...).

## Goa- és Psy Trance
Egy mára már teljesen elkülönült ágról beszélhetünk, egyre gyakrabban marad le a megnevezésből a "trance" szócska. Egy egészen egyedi szubkultúra és hangzás világ épült goa trance köré. Egy általában keményebb alapra gyakran több egymástól különböző dallamvilágot építenek fel, egymással tökéletes harmóniával.

## Progresszív és Tribal Trance
A megnevezés nagyjából az ezredfordulón alakult ki és a Deep és a Hard Trance sajátságos keverékét jelenti. Egyes trackek kifejezetten hasonlítanak egyik vagy másik műfajhoz.
A fentiekre azonban kivétel nélkül elmondhatjuk, hogy a legtöbb esetben 4/4-es alapra építenek, bár gyakran nyúlnak breakbeat alapokhoz is a szerzők. A lábdob mellett gyakorta szerepel, még cintányér, konga vagy bongó ritmus, szintetizátoros alap, valamint egyéb ismétlődő kiegészítő effektek. A trackek tartalmaznak minden esetben egy-egy főmotívumot (amely lehet hangsúlyosabb, vagy kevésbé hangsúlyos) amit a szám szerkezetében felépítenek, és/vagy egyéb másodlagos motívumok is kísérhetnek. Egyre gyakrabban jelennek meg teljes vokálok számban, míg megalakulásakor a műfajban az emberi hang, legfeljebb mint effekt játszott szerepet.
Jelenleg a műfajok közül az első kettő örvend a legnagyobb népszerűségnek, de mivel az elektronikus zene folyton és dinamikusan változik ez változhat, újabb műfajok alakulhatnak, vagy süllyedhetnek az ismeretlenség homályába.
A műfaj legjelentősebb mai képviselői rendszerint a DJ-k, akik közül a legismertebbek például Armin van Buuren, Andrew Rayel, Tiësto, Paul van Dyk, ATB, Ferry Corsten, Above & Beyond, Markus Schulz, Ex-plosion, Christopher Lawrence, Anthony Pappa, Kyau & Albert, Ronski Speed, W&W. Az első trance darabok olyan előadók nevéhez fűződnek, mint Sven Väth, az Underworld, az Orbital vagy a Jam and Spoon.
A műfaj igazi műhelyei a különböző független kiadók, ahol rengeteg művész kap bizonyítási lehetőséget egy-két maxi LP elkészültéig, valamint ezek adják a nyersanyagot a Lemezlovasok munkájához. A legismertebbek: Hooj Choons, Black Hole, Whoop!, Quad Communications, Cyber, Choo-Choo, Telica, Nova, Stress, Hope, Platipus, Defected, Superstition, Baroque, Bedrock, Lost Language, Noom, Rhythm Syndicate, ID&T, Dragonfly, Bonzai, Overdose, Positiva, Xtravaganza, Perfecto, Kontor, Euphonic, Armada, Anjunabeats.

## A műfaj itthon
Sajnos a magyar partykultúrából szinte teljesen kikopott az ezredforduló után a trance. A kezdetben neves előadók által is játszott stílus mintegy elhalt. Nemzetközi szinten is visszaszorult, azonban a fentebb említett neves DJ-k, a stílus képviselői töretlenül haladtak előre. Myon & Shane 54, Adam Szabo, Tebron, Szeifert, Shelb és számos Trance Dj rengeteget tettek és tesznek a műfaj fennmaradásáért és népszerűsítéséért. A stílusok folyamatosan alakulnak követik az aktuális trendeket, és itthon is találkozni már velük néha napján, de legalább havonta egy rendezvényen. Hazánkban leginkább a nagy, többezres trance rendezvények látogatottak, de ennél gyakoribbak a pár száz fős kis estek, ahová a műfaj külföldi képviselőit hívják. Markus Schulz, Tiësto, Armin van Buuren, Andy Moor, Ronski Speed, Rank 1, Airwave, Jonas Steur és rajtuk kívül több neves előadó fellépett már hazánkban az utóbbi 2-3 évben.
A magyar médiában is nehéz utat találni a stílusnak, leginkább az erre a stílusra szakosodott internetes rádiók foglalkoznak vele.
Trance stílusú rendezvények külföldön és itthon
A stílus elengedhetetlen kiegészítőivé váltak a rendkívül jellegzetes utcai parádék, melyek közül a leghíresebb a Berlin Love Parade, mely már a kilencvenes évek elejétől jelen volt. Az ilyen parádékon természetes nem csupán trance, hanem ezzel rokon gépzenei stílusok, techno, rave, happy harcore és house is jellemző volt. Hazánkban 2000-ben rendezték meg először ennek magyarországi változatát, a Budapest Parádét, mely a Széchenyi Lánchídtól egészen a Hősök teréig hömpölygött végig az Andrássy úton, jellemzően az iskolai nyári szünet utolsó hétvégéjén. A Parádék legkedveltebb kamionjainak a stílust képviselő legjelentősebb budapesti diszkók, az E-klub, a Bank Dance Hall és az Újvár Klub kamionjai számítottak. A 2000-es évek első felében ezek a szórakozóhelyek voltak a stílus fellegvárai, az olyan vidéki diszkók, mint pl a siófoki Palace, vagy a szezonális, szintén siófoki Coca Cola Beach House mellett. Az évek során a Parádén fokozatosan megjelentek más zenei irányzatok, továbbá különböző társadalmi és etnikai csoportokat képviselő kamionok is.
Az utolsó, utcán zajló Budapest Parádét 2006-ban rendezték, az ezt követő 2007-es rendezvény már zárt körű, belépőt igénylő esemény volt, mely a korábbi Parádébónuszokhoz hasonlóan zajlott le a SYMA csarnokban. A Budapest Parádé falak közé szorulását sokan az irdatlan mennyiségű szemét rendkívül költséges feltakarításával magyarázzák, más nézetek szerint viszont a Parádé eredetét képező Trance stílus háttérbe szorulása volt az ok.
Hungarian Dance
Az ezredforduló környékén számos magyar előadó jelent meg, aki az akkor mainstream-nek számító trance hangzással robbant be, vagy vitte tovább korábbi munkásságát ezen az úton. Ezekhez a zenékhez a külföldi vokális szerzeményeket vették alapul, de magyar dalszöveggel készültek, és a jellegzetes hazai, könnyed dallamvilágnak köszönhetően egyedi stílust teremtettek. A dalok általában 135-150 BPM gyorsaságúak, előadóik közül jó páran a fent említett diszkók rezidens Dj-i voltak, és számos más stílusú magyar eladó munkáit is adoptálták remixeikhez. Az állandó törzsközönséggel való kapcsolatnak, illetve a Budapest Parádéknak köszönhetően egy egész generáció party-kultúráját teremtették meg. A legismertebbek közülük: Náksi vs Brunner, Erős vs Spigiboy, Peat Jr & Fernando, Kozmix, Dance4Ever, Spy the Ghost, Sterbinszky, Josh feat. Jutta, Skyland, Kerozin, Draft, Dj Szatmári feat. Jucus, Dj Dred, Groovehouse, Splash, Cairo, Betty Love, Fresh, Nox. A Hungarian Dance nem összekeverendő a Hungarian House-szal, amely lényegesen lassabb annál, és a 2000-es évek első évtizedének végétől terjedt el. Ugyancsak hibás elnevezés a Handz Up, hiszen ez szintén az évtized második felében alakult ki, és bár ugyancsak a Trance-ben, illetve a Hardstyle-ban gyökeredzik, nem más mint a mainstream Club Trance underground szinten tovább élő utódja, lényeges módosításokkal.